# Апоел (Хайфа)
„Апоел Хайфа“ е израелски футболен клуб от град Хайфа. Клубът е основан през 1923 г. От 2014 година играе домакинските си мачове на стадион „Сами Офер“. Дотогава е играл на стадион „Кирият-Елизер“. Апоел Хайфа е шампион на Израиля и трикратен носител на националната купа. През сезон 2008/09 клубът играе в „Лиге Леумит“, втора дивизия на Израел, но заемайки в нея първото място, Апоел получава право да участва от следващия сезон в Премиер-лигата на Израел.

## Успехи
- Висша лига
  -  Шампион (1): 1998/99
- Лига Леумит
  -  Шампион (1): 2003 – 2004, 2008 – 2009
- Купа на Израел
  -  Носител (4): 1962 – 63, 1965 – 66, 1973 – 74, 2017 – 18
- Купа на израелската лига (Купа на Тотото)
  -  Носител (2): 2000 – 01, 2012 – 13
- Суперкупа на Израел:
  -  Носител (1): 2018
  -  Финалист (2): 1966, 1974

## Известни футболисти
- Дуду Ават
- Тал Банин
- Йоханан Воллах
- Иоав Зив
- Ронен Харази
- Тал Хен
- Мордехай Шпиглер
- Роби Юнг
- Вячеслав Сукристов
- Вацловас Юркус
- Геннадий Гришин
- Олег Елышев
- Вячеслав Мельников
- Сергей Подпалый
- Александр Подшивалов
- Вадим Тищенко
- Джовани Росо
- Златко Чайковски
- Дмитрий Улянов

## Известни треньори
- Аврам Грант